# Cyclograpsus barbatus
Cyclograpsus barbatus is een krabbensoort uit de familie van de Varunidae. De wetenschappelijke naam van de soort is voor het eerst geldig gepubliceerd in 1838 door MacLeay.